# Chris Molina
Christopher Paul Molina (født 13. juli 1971 i Odessa, Texas, USA, død 6. april 2005) var en amerikansk kontorassistent og professionel bokser. Han nåede at bokse tre professionelle kampe, hvor han vandt de to første og tabte sin sidste med et nederlag mod Andre Ward.
Han døde som 33-årig, da han tog sit eget liv i Midland i Texas.